# Chance M. Vought

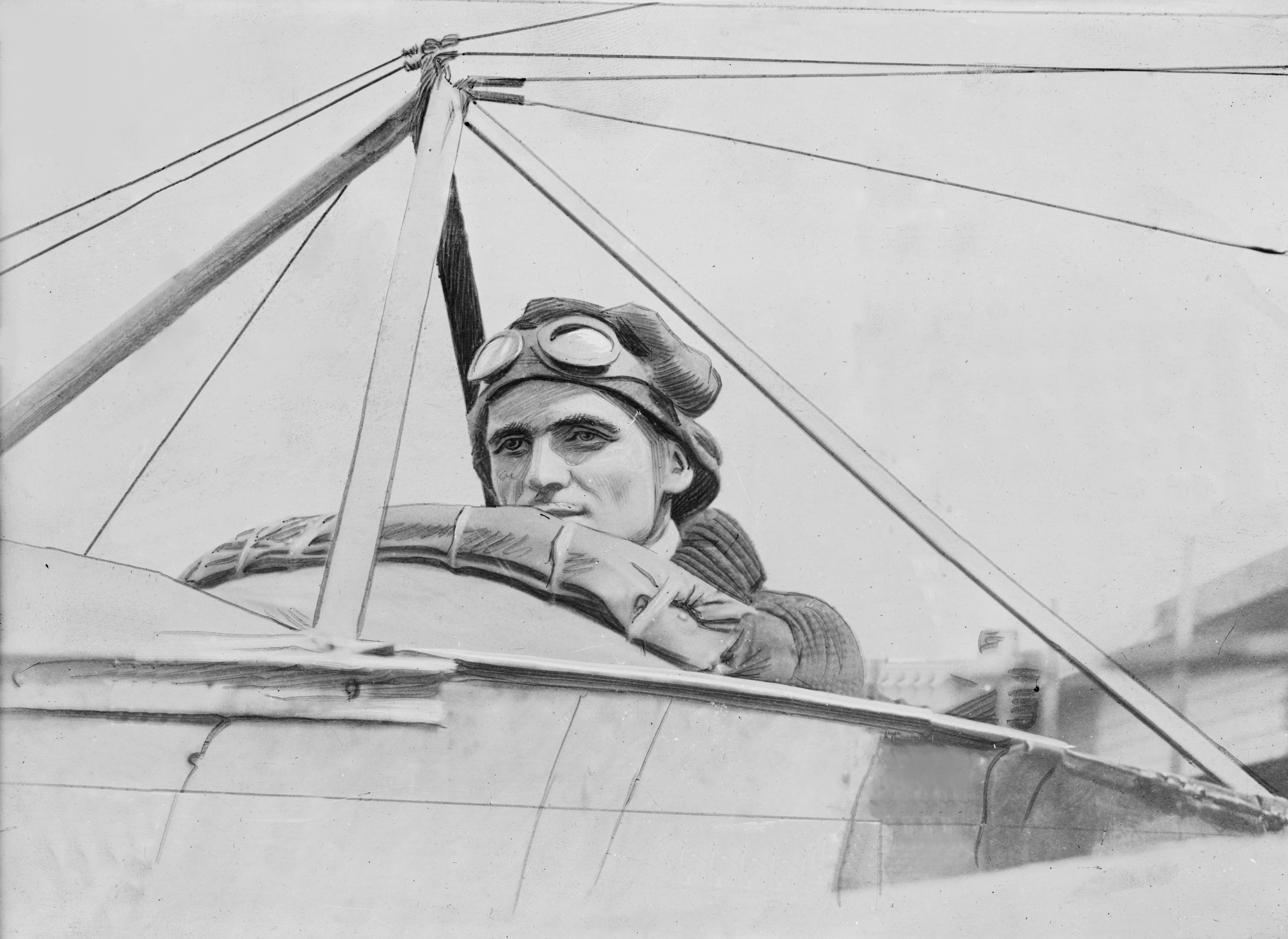
Chance M. Vought, wahrscheinlich 1915 im Lincoln-Beachey Eindecker auf dem Cicero Field (Chicago)

Chauncey Milton „Chance“ Vought (* 26. Februar 1890 in Long Island, New York; † 25. Juli 1930) war ein US-amerikanischer Luftfahrtpionier und Ingenieur, der zusammen mit Birdseye Lewis Mitbegründer der Lewis and Vought Corporation war. Mehr als 15.000 Militärflugzeuge wurden unter dem Namen Vought gebaut, darunter die O2U Corsair von 1928, die F4U Bentwing Corsair des Zweiten Weltkriegs, die F-8 Crusader und die A-7 Corsair II.

## Biographie
Chauncey Milton Vought studierte Maschinenbau am Pratt Institute, der New York University und an der University of Pennsylvania. Er verließ die Schule 1910, um für den Luftfahrtförderer Harold F. McCormick, Präsident von International Harvester, zu arbeiten.
Im Jahr 1911 brachten ihm die Brüder Wright das Fliegen bei, nach acht Monaten erhielt er das FAI-Pilotenzertifikat Nr. 156. Er wurde 1913 Luftfahrtingenieur und Pilot an der Max Lillie School of Aviation auf dem Cicero Field in Chicago.
Nachdem Vought einige fundierte und einzigartige Ideen für ein Flugzeugdesign entwickelt hatte, arbeitete er bei den Mayo Radiator Works. Sein erstes Flugzeug, die Mayo-Vought-Simplex, wurde 1914 gebaut und von den Briten als Schulflugzeug während des Ersten Weltkriegs eingesetzt. 1916 bekam Vought von der Wright Company eine Stelle als langfristiger Chefingenieur angeboten, welche er ablehnte, um vertraglich ungebunden zu bleiben. Während seiner kurzen Amtszeit bei Wright produzierte er das berühmte Modell des V Wright Flyer.
Am 18. Juni 1917 gründete Chance Vought gemeinsam mit Birdseye Lewis die Lewis & Vought Corporation, um ihre eigenen Flugzeuge zu entwerfen, zu bauen und zu verkaufen. Bei Lewis & Vought begann Chance schnell, sein Design für ein standardisiertes militärisches Trainingsflugzeug zu perfektionieren. Das erste Produkt des Unternehmens war die Vought VE-7.
Er starb mit 40 Jahren unerwartet an einer Sepsis. 1989 wurde für ihn eine Ehrungsstätte an der National Aviation Hall of Fame für seine besonderen Leistungen in der US-amerikanischen Luft- und Raumfahrttechnik eingerichtet.